# Лемболово (селище при станції)
Лемболово (рос. Лемболово) — селище залізничної станції у Всеволожському районі Ленінградської області Російської Федерації.
Населення становить 595 осіб. Належить до муніципального утворення Куйвозовське сільське поселення.

## Історія
Від 1 серпня 1927 року належить до Ленінградської області.

## Населення
| 2007 | 2010 | 2017 |
| ---- | ---- | ---- |
| 118  | ↗595 | →595 |